# Midnight Cowboy
Midnight Cowboy (br: Perdidos na noite / pt: O Cowboy da Meia-noite) é um filme norte-americano de 1969, do gênero drama, dirigido por John Schlesinger e com roteiro baseado em obra de James Leo Herlihy.
Em 1994 o filme foi relançado numa edição especial remasterizada, que incluiu também um pequeno documentário e os trailers do mesmo. O lançamento aconteceu por ocasião do aniversário de 25 anos de lançamento do filme.

## Sinopse
Joe Buck é um simplório jovem texano, que decide abandonar seu passado conturbado e se muda para Nova Iorque, onde tentará ganhar a vida como garoto de programa para mulheres ricas. Mas sua excessiva ingenuidade o impedirá de ganhar dinheiro se prostituindo. Em uma de suas caminhadas, encontra Rizzo, um aleijado que sobrevive de pequenos golpes e furtos e com quem terá um laço de amizade.

## Elenco principal
- Dustin Hoffman .... Enrico Salvatore Rizzo ('Ratso')
- Jon Voight .... Joe Buck
- Sylvia Miles .... Cass
- Brenda Vaccaro ....  Shirley
- John McGiver .... sr. O'Daniel
- Barnard Hughes .... Towny
- Ruth White .... Sally Buck
- Jennifer Salt .... Annie
- Gilman Rankin .... Woodsy Niles
- Gary Owens .... Joe criança Joe
- T. Tom Marlow .... Joe criança
- George Eppersen .... Ralph
- Al Scott .... gerente da cafeteria
- Linda Davis .... mãe no ônibus
- Viva .... Gretel McAlbertson, a doadora de festas/acontecimentos de The Factory, estilo Andy Warhol[1]

## Trilha sonora
- Everybody's Talkin - Fred Neil (Música tema).
- A Famous Myth - Jeffrey Comanor.
- Tears and Joy - Jeffrey Comanor.
- Joe Buck Rides Again - John Barry.
- Midnight Cowboy - John Barry.
- Fun City - John Barry.
- Florida Fantasy - John Barry.
- Science Fiction - John Barry.
- He Quit Me - Warren Zevon.
- Jungle Gym at the Zoo - Wes Farrell for Buddah Records.
- Old Man Willow - Wes Farrell for Buddah Records.

## Principais prêmios e indicações
Óscar 1970 (Estados Unidos)
- Venceu nas categorias de melhor filme, melhor diretor e melhor roteiro adaptado.
- Indicado nas categorias de melhor ator (Jon Voight e Dustin Hoffman), melhor edição e melhor atriz coadjuvante (Sylvia Miles).

Globo de Ouro 1970 (Estados Unidos)
- Venceu na categoria de melhor revelação masculina (Jon Voight).
- Indicado nas categorias de melhor filme - drama, melhor diretor, melhor ator - drama (Dustin Hoffman e Jon Voight), melhor atriz coadjuvante (Brenda Vaccaro) e melhor roteiro.

Festival de Berlim 1969 (Alemanha)
- Ganhou o Prêmio OCIC.
- Foi indicado ao Urso de Ouro.

BAFTA 1970 (Reino Unido)
- Venceu nas categorias de melhor ator (Dustin Hoffman), melhor diretor, melhor filme, melhor edição, melhor roteiro e melhor revelação (Jon Voight).

Prêmio Bodil 1969 (Dinamarca)
- Venceu na categoria de melhor filme não-europeu.

Prêmio David di Donatello 1970 (Itália)
- Venceu nas categorias de melhor diretor estrangeiro e melhor ator estrangeiro (Dustin Hoffman).

Prêmio NYFCC 1969 (New York Film Critics Circle Awards, EUA)
- Venceu na categoria de melhor ator (Jon Voight)

GRAMMY Awards 1969 (N.A.R.A.S., Estados Unidos) 
- Venceu na categoria de melhor performance de vocalista masculino contemporâneo (Harry Nilsson) com a canção original de Fred Neil,  Everybody's Talkin' , utilizada na trilha sonora do filme.